# Suma residual de cuadrados
En estadística e  inteligencia artificial, la suma residual de cuadrados (RSS), también conocida como suma de residuos cuadrados (SSR) o suma de cuadrados de estimación de errores (SSE), es la suma de los cuadrados de residuos (desviaciones predichas a partir de valores empíricos reales). de datos). Es una medida de la discrepancia entre los datos y un modelo de estimación, como una regresión lineal. Un RSS pequeño indica un ajuste estrecho del modelo a los datos. Se utiliza como criterio de optimización en la selección de parámetros y la selección de modelos .
En general, suma total de cuadrados = suma explicada de cuadrados + suma residual de cuadrados. Para ver una prueba de esto en el caso de mínimos cuadrados ordinarios (OLS) multivariante, consulte partición en el modelo OLS general .

## Una variable explicativa
En un modelo con una sola variable explicativa (explanatory variable en  inglés), RSS viene dado por:
{\displaystyle \operatorname {RSS} =\sum _{i=1}^{n}(y_{i}-f(x_{i}))^{2}}
donde y i es el i -ésimo valor de la variable a predecir, x i es el i -ésimo valor de la variable explicativa, y {\displaystyle f(x_{i})} es el valor pronosticado de y i (también denominado {\displaystyle {\hat {y_{i}}}} ). En un modelo de regresión lineal simple estándar, {\displaystyle y_{i}=\alpha +\beta x_{i}+\varepsilon _{i}\,}, donde {\displaystyle \alpha } y {\displaystyle \beta } son coeficientes, y y x son la regresora y la regresora, respectivamente, y ε es el término de error . La suma de los cuadrados de los residuos es la suma de los cuadrados de {\displaystyle {\widehat {\varepsilon \,}}_{i}} ; es decir
{\displaystyle \operatorname {RSS} =\sum _{i=1}^{n}({\widehat {\varepsilon \,}}_{i})^{2}=\sum _{i=1}^{n}(y_{i}-({\widehat {\alpha \,}}+{\widehat {\beta \,}}x_{i}))^{2}}
donde {\displaystyle {\widehat {\alpha \,}}} es el valor estimado del término constante {\displaystyle \alpha } y {\displaystyle {\widehat {\beta \,}}} es el valor estimado del coeficiente de pendiente {\displaystyle \beta } .

## Expresión matricial para la suma residual de cuadrados OLS  -  MCO
El modelo de regresión general con   n  observaciones y k  explicadores (explanators en inglés), el primero de los cuales es un vector unitario constante cuyo coeficiente es el intercepto de la regresión, es
{\displaystyle y=X\beta +e}
donde y  es un vector n × 1 de observaciones de variables dependientes, cada columna de la matriz   n × k ,  X es un vector de observaciones en uno de los k explicadores, {\displaystyle \beta } es un vector k × 1 de coeficientes verdaderos, y e  es un vector n × 1 de los errores subyacentes verdaderos. El estimador de mínimos cuadrados ordinarios para {\displaystyle \beta } es
{\displaystyle X{\hat {\beta }}=y\iff }
{\displaystyle X^{\operatorname {T} }X{\hat {\beta }}=X^{\operatorname {T} }y\iff }
{\displaystyle {\hat {\beta }}=(X^{\operatorname {T} }X)^{-1}X^{\operatorname {T} }y.}
El vector residual {\displaystyle {\hat {e}}} = {\displaystyle y-X{\hat {\beta }}=y-X(X^{\operatorname {T} }X)^{-1}X^{\operatorname {T} }y} ; entonces la suma residual de los cuadrados es:
{\displaystyle \operatorname {RSS} ={\hat {e}}^{\operatorname {T} }{\hat {e}}=\|{\hat {e}}\|^{2}},
(equivalente al cuadrado de la norma de residuos). En su totalidad:
{\displaystyle \operatorname {RSS} =y^{\operatorname {T} }y-y^{\operatorname {T} }X(X^{\operatorname {T} }X)^{-1}X^{\operatorname {T} }y=y^{\operatorname {T} }[I-X(X^{\operatorname {T} }X)^{-1}X^{\operatorname {T} }]y=y^{\operatorname {T} }[I-H]y},
donde H  es la matriz sombrero, o la matriz de proyección en regresión lineal.

## Relación con la correlación producto-momento de Pearson
La línea de regresión de mínimos cuadrados está dada por
{\displaystyle y=ax+b},
donde {\displaystyle b={\bar {y}}-a{\bar {x}}} y {\displaystyle a={\frac {S_{xy}}{S_{xx}}}}, donde {\displaystyle S_{xy}=\sum _{i=1}^{n}({\bar {x}}-x_{i})({\bar {y}}-y_{i})} y {\displaystyle S_{xx}=\sum _{i=1}^{n}({\bar {x}}-x_{i})^{2}.}
Por lo tanto,
{\displaystyle {\begin{aligned}\operatorname {RSS} &=\sum _{i=1}^{n}(y_{i}-f(x_{i}))^{2}=\sum _{i=1}^{n}(y_{i}-(ax_{i}+b))^{2}=\sum _{i=1}^{n}(y_{i}-ax_{i}-{\bar {y}}+a{\bar {x}})^{2}\\[5pt]&=\sum _{i=1}^{n}(a({\bar {x}}-x_{i})-({\bar {y}}-y_{i}))^{2}=a^{2}S_{xx}-2aS_{xy}+S_{yy}=S_{yy}-aS_{xy}=S_{yy}\left(1-{\frac {S_{xy}^{2}}{S_{xx}S_{yy}}}\right)\end{aligned}}}
donde {\displaystyle S_{yy}=\sum _{i=1}^{n}({\bar {y}}-y_{i})^{2}.}
La correlación producto-momento de Pearson está dada por {\displaystyle r={\frac {S_{xy}}{\sqrt {S_{xx}S_{yy}}}};} por lo tanto, {\displaystyle \operatorname {RSS} =S_{yy}(1-r^{2}).}